# Aeroportul Perry Stokes
Aeroportul Perry Stokes (IATA: TAD, ICAO: KTAD, FAA LID: TAD) este un aeroport din Colorado, Statele Unite ale Americii. Aeroportul a fost tranzitat în 2019 de 12 pasageri.
Situat la o altitudine de 1.756 m, aeroportul dispune de 2 piste.

## Infrastructură

### Piste
Aeroportul dispune de 2 piste. Pista 03/21 are suprafața de asfalt și dimensiunile 5.500 picioare × 100 picioare. Pista 09/27 are dimensiunile 5.500 picioare × 100 picioare. 